# Alaminos (Laguna)
Alaminos ist eine philippinische Stadtgemeinde in der Provinz Laguna, in der Verwaltungsregion IV, Calabarzon. Sie hat 47.859 Einwohner (Zensus 1. August 2015), die in 15 Barangays lebten. Sie wird als Gemeinde der dritten Einkommensklasse auf den Philippinen und als teilweise urbanisiert eingestuft.
Alaminos Nachbargemeinden sind San Pablo City im Osten, Santo Tomas im Westen, Calauan im Nordosten. Die Topographie der Stadt ist gekennzeichnet durch Flachländer und sanfthügelige Landschaften.

## Baranggays
| - Del Carmen - Palma - Barangay I (Pob.) - Barangay II (Pob.) - Barangay III (Pob.) - Barangay IV (Pob.) - San Agustin - San Andres | - San Benito - San Gregorio - San Ildefonso - San Juan - San Miguel - San Roque - Santa Rosa |